# Бэсэка-Хайк
Бэсэка-Хайк — озеро в центре региона Оромия в Эфиопии. Одно из озёр Большой рифтовой долины. Расположено на высоте 950 метров над уровнем моря. Площадь водосбора озера — 505 км², наибольшая глубина вод 11 метров при средней, равной 8 м.

## Поднятие уровня воды
За последние 50 лет озеро увеличилось в размерах с 3 квадратных километров до 42,6 квадратных километров и, из-за рельефа местности, продолжает расти в северо-восточном направлении. В 2010 году площадь озера составила 48,5 км², объём — 0,28 км³. Основным фактором, вызывающим повышение уровня, является усиление дебита термальных источников в западной части водосбора вследствие тектонической активности.
Есть опасность, что, вследствие своего роста, озеро может затопить близлежащие сахарные и хлопковые плантации, важные для экономики страны. Вследствие уменьшения площади посевов сократилось количество производимой на местных сахарных заводах продукции. Рост озера также вызывает засоление плодородных почв.
В 2011 году, вследствие повышения уровня воды, была затоплена местная школа. Шоссе № 4, основной транспортный путь, соединяющий Аддис-Абебу и Джибути, оказалось затоплено. Позднее был построен объездной маршрут. Многие местные жители лишились жилья из-за наступления берегов. По расчётам, через 20-30 лет озеро вытеснит около 21 000 человек из своих жилищ.
Для стабилизации уровня воды был выкопан канал, сливающий излишки в реку Аваш.

## Флора и фауна
Среди видов, обитающих в озере, отмечается присутствие нильской тиляпии.